# Martti Saarikivi
Martti Saarikivi (13 de marzo de 1940-19 de marzo de 1971) fue un actor y director cinematográfico finlandés.

## Biografía
Su nombre completo era Martti Ilmari Saarikivi, y nació en Veteli, Finlandia. Saarikivi y su hermana gemela Seija, eran huérfanos de guerra adoptados por el matrimonio formado por el director Orvo Saarikivi y la actriz Aino Lohikoski. Seija y Martti actuaron en cuatro películas de la serie dedicada a la Familia Suominen entre 1942 y 1945, interpretando a los gemelos Marja y Matti Suominen. 
En su faceta como director, Martti Saarikivi realizó varios cortometrajes, así como la primera producción finlandesa con escenas de nudismo, Väreitä, que dirigió bajo el pseudónimo Ilmari Sark en 1965.
Martti Saarikivi falleció en el año 1971.

## Filmografía

### Guionista
- 1963 : Hopeaa rajan takaa
- 1964 : Lunta (cortometraje documental)
- 1965 : Väreitä (corto)
- 1968 :  Kino Palatsi (corto documental)

### Director
- 1964 : Lunta (cortometraje documental)
- 1965 : Väreitä (corto)
- 1968 : Kino Palatsi (corto documental)

### Actor
- 1942 : Rantasuon raatajat
- 1942 : Suomisen Ollin tempaus
- 1942 : Suomisen taiteilijat
- 1944 : Suomisen Olli rakastuu
- 1945 : Suomisen Olli yllättää
- 1964 : Juokse kuin varas
- 1966 : Johan nyt on markkinat